# ストロンボリ (映画)
『ストロンボリ』（伊: Stromboli, terra di Dio、英: Stromboli）とは、1950年に公開されたイタリア＝アメリカ合衆国合作のドラマ映画。監督はロベルト・ロッセリーニ、主演はイングリッド・バーグマン。ネオレアリズモの1本と位置づけられる。
なお、日本初公開時のタイトルは『ストロンボリ』だが1953年の日本初公開時はアメリカ短縮版が上映された。大映配給の1988年11月『バーグマンのときめき』としてのリバイバル、および1989年5月12日のビデオ発売では『ストロンボリ 神の土地』に改題された。DVDはIVCが『ストロンボリ』、コスミック出版が『ストロンボリ/神の土地』（『イタリア映画 コレクション にがい米 DVD10枚組』に収録）。

## あらすじ
第二次世界大戦後、リトアニアからイタリアにやってきたカーリンは難民キャンプから出るために、漁師のアントニオと結婚する。
二人はアントニオの故郷ストロンボリ島で新生活を始めるが、排他的な島民と頻発する火山の噴火にカーリンは精神的に追い詰められる。
カーリンは島を脱出することに決め、スーツケースを持って家を出る。山を越えようとするが、頂上の噴火口で人知を超えた大自然を目の当たりにする。

## キャスト
- カーリン：イングリッド・バーグマン
- アントニオ：マリオ・ヴィターレ
- 司祭：レンツォ・チェザーナ
- 灯台守：マリオ・スポンゾ

島民のほとんどは実際の島の人々。ネオレアリズモの典型である。

## 製作
この映画が作られることになったきっかけはイングリッド・バーグマンがロベルト・ロッセリーニに出した手紙である。バーグマンはロッセリーニの作品を賞賛し、一緒に映画を作りたいと手紙に書いた。二人は共同プロダクション「ベリット・フィルム」を設立。予算と世界配給のための資金を調達するため、まずサミュエル・ゴールドウィンに掛け合うが、ゴールドウィンは『ドイツ零年』を観たうえで断り、RKOとそのオーナーであるハワード・ヒューズに支援を頼み承諾された。
ロッセリーニとRKOの契約は、ロッセリーニの作ったイタリア版をRKOが再編集してアメリカ版を作るというものだった。そして完成したアメリカ版はロッセリーニの意見を聞かずに作られた。ロッセリーニはこれに抗議、RKOの81分版はオリジナルの105分版とはまったくの別物だと主張した。脚本段階で協力したフェリックス・モリオン神父もロッセリーニを支持。オリジナルにあった宗教的テーマが失われたとアメリカ映画協会の映画制作倫理綱領管理局（PCA）のジョセフ・ ブリーンにオリジナルの脚本とRKO版を比較するよう電報で頼んだ。こうしてロッセリーニとRKOは世界配給権をめぐって法的に争うに至った。
『ストロンボリ』のもうひとつの、おそらく最も大きなスキャンダルはロッセリーニとバーグマンの不倫だった。バーグマンはこの映画のアメリカ公開直前に二人の子供を出産した。全米の教会関連代替、女性団体、多くの州の立法者たちが映画の上映中止を要求した。コロラド州知事エドウィン・C・ジョンソンはアメリカ合衆国上院でバーグマンのことを「甚だしい悪影響」と糾弾した。結果的に、『追想』（1956年）でアカデミー主演女優賞を受賞するまで、バーグマンはハリウッドで仕事ができなかった。

## 批評
イタリアでは1950年にその年の最優秀作品として「Rome Prize for Cinema」を受賞した。
一方、アメリカではきわめて辛辣に批判された。『ニューヨーク・タイムズ』紙のボズレー・クラウザーは「映画『ストロンボリ』の最大の興味は、バーグマンとロッセリーニの運命のドラマであって、映画そのものは何ともあっけない結末。あれだけ大騒ぎした映画とは思えないくらい内容のない、不明瞭で、感動もない、痛いくらいに陳腐な映画」。さらにバーグマンの役柄について「はっきり描かれていないのは、脚本の曖昧さとロッセリーニの演技指導の単調さのせいであろう」。『バラエティ』誌も「監督のロベルト・ロッセリーニはRKOがアメリカ版を再編集したせいだと主張しているようだ。しかし、カットしようがしまいが、この映画は彼の名誉とはならない。小学生レベルの台詞と演じるには難しい場面を与えられて、イングリッド・バーグマンはリアルな芝居も、技術以上の感情の肉付けも出来なかった……この著名なイタリア人監督に出来たのは目に見える、岩だらけの溶岩で覆われた島の過酷な生活をリアルかつドキュメンタリー的に描写したこと。ロッセリーニのリアリズム嗜好はバーグマンには及ばなかった。彼女はいつも通り、明るく、美しく、そして身ぎれいだった」。『ザ・ニューヨーカー』誌のジョン・マクカーテンは「全編通して月並み以上のものはない」とし、バーグマンに関しては「どのシーンも心がこもってない」。『ワシントン・ポスト』紙のリチャード・L・コーは「この外国産の映画に行かなかった多くの人々は気の毒だ。なぜならロッセリーニ＝バーグマンの名前に引き込まれることも、この平板で単調で出来の悪い映画を見逃したかどうかを気にかけることもできないのだから」
イギリスの『The Monthly Film Bulletin』誌は、ロッセリーニの「即興技法は残念なことに人間ドラマには不向き。カーリンは複雑かつ興味深いキャラクターではあるが、それ以外のキャラクターは主体性がなく生き生きしていない……イングリッド・バーグマンはとにかく台詞を読むことと、彼女にはどうにもならない個性・質を出すことに必死」
逆に、近年の評価は肯定的である。2013年にクライテリオン・コレクションがDVDをリリースした時、映画評論家のデイヴ・ケールは「現代ヨーロッパ映画におけるパイオニア的作品の1つ」と評している。また映画評論家のフレッド・キャンパーも「他の映画史上の傑作同様、『ストロンボリ』はラストシーンだけですべてを物語っている。主人公の心理と映像のハーモニー。この構成……啓示の形を変えた信仰。火口で持っていたスーツケース（初めて島に着いた時に持ってきたトランクより小さめだ）を落としたカーリンはプライドを打ち砕かれ、泣きじゃくる幼子の状態に退行（あるいは成長）する。自我を捨て去った人間として"零年"（ロッセリーニの映画にちなんだ）から見ること・話すことを学ばざるをえなくなる」。
ヴェネツィア国際映画祭は1942年から1978年に公開された映画の中から選ぶ100本に『ストロンボリ』を選出した（100 film italiani da salvare参照）。
2012年、英国映画協会の『Sight & Sound』誌は「The Greatest Films of All Time 2012」に選出した。

## 興行成績
アメリカでの封切りは1950年2月15日。興行成績は大コケ。RKOは20万ドルの損失を出した。